# Grad Amstenrade
Grad Amstenrade je grad in podeželsko posestvo iz 18. stoletja v istoimenskem kraju Amstenrade v nizozemsko-limburški občini Beekdaelen.

## Zgodovina
Prva omemba kraja Amstenrade je v listini iz leta 1271. V poznem 12. in zgodnjem 13. stoletju se prvič omenja grad gospodov Amstenraedt, ki ga je verjetno postavila družina De Vrien. Prvotni grad, ki ga je zgradil Huyn  Amstenraedtski, je bil grad s tremi okroglimi in enim kvadratnim stolpom. Ostanki tega kvadratnega stolpa so še vedno vidni v sedanjem kvadratnem stolpu, zgrajenem okoli leta 1609.
Od leta 1350 dalje je Amstenrade prešel v last plemiške rodbine Huyn, katere prednik je bil brabantski fevdalec Servaes Huyn. V naslednjih stoletjih je ta družina Huyn postala močna družina z velikim ugledom v Limburgu. Španski kralj Filip II. je leta 1557 povzdignil svetniško klop Oirsbeek, ki so jo sestavljale vasi Oirsbeek, Amstenrade, Bingelrade in Merkelbeek, in svetniško klop Brunssum z vasema Schinveld in Jabeek, v gospostvo, ki je pripadalo grofiji Valkenburg. Istega leta  jih je v zastavo dal Wernerju Huynu iz Amstenradeja. Gospostvo je bilo leta 1654 povzdignjeno v grofijo, ki ji je bilo dodano gospostvo Geleen skupaj s Spaubeekom s sedežem na gradu Sint Jansgeleenu. Grofija se je imenovala Amstenrade in Geleen. Plemiška rodbina Huyn se je razvejala v več linij in sicer Amstenraadsko, Maastrichtsko, Geleensko in Voerendaalsko. Sredi 17. stoletja je rodbina Huyn po moški strani izumrla in s poroko Godefriede Huyn je grofija prišla v last grofov Salmskih. Z dedovanjem je grad kasneje postal last knezov De Ligne. Reinier Corten sodni upravitelj Amstenradski in Geleenski je ostal na gradu kot oskrbnik. Družina De Ligne je grad in posest leta 1779 prodala lièškemu bankirju Nicolaasu Willemsu. Willems je dal zastareli grad porušiti, kanale zasuti. Ohraniti je dal le kvadratni stolp. Nicolaas Willems, ki ni bil poročen, je umrl leta 1788 in svoje imetje zapustil hčerki svoje sestre, baronici Victoire de Hayme de Bomal, poročeni z grofom Claudom de Marchant d'Amsembourg.
Grad je še danes v lasti te družine. Znan prebivalec gradu je bil Max grof de Marchant et d'Ansembourg, vodja NSB v predstavniškem domu in komisar province Limburg med okupacijo. Njegova vdova Myriam von Fürstenberg je živela na gradu do svoje smrti leta 2006. Naslednji lastnik gradu Lambert, grof de Marchant et d'Ansembourg je umrl leta 2007. Trenutna lastnica je njegova hči, Leila van Lidth de Jeude - grofica de Marchant et d'Ansembourg (rojena 1976).

## Lastniki/stanovalci
- Gerard Huyn Amstenradski (± 1430-± 1510)
- Werner Huyn Amstenradski (1550-1621), gospod Amstenradeja. Poročil se je z Lyfart Lerodsko.
- Maria Margaretha Huyn Amstenradska, gospa iz Oirsbeeka in Brunssuma, hči Wernerja Huyn Amstenradskega (1550-1621). Leta 1644 se je poročila z Arnoldom V. Wolfgangom Huynom Geleenskim
- Grof Arnold V. Wolfgang Huyn Geleenski (1620-1668) po poroki
- Grofica Godefrida Agneta Maria Ignatia Huyn Geleenska (1645-1667) hči Arnolda V. Wolfganga Huyn Geleenskega in Marije Margarete Huyn Amstenradske. Leta 1665 se je poročila s Karlom (Carlom) Teodorjem Otonom Salmskim (1645-1710).
- Karl Teodor Oton Salmski, [2] princ Salm-Salma, lovski in renski grof Salm-Mörchingena in Salm-Kyrburga ter gospod Anholta (1645-1710). Karel je postal lastnik s poroko leta 1665 z Godefrido Agneta Maria Ignatia Huyn Geleensko. Ponovno se je poročil 20. marca 1671 z Louise Maria van Palatinate-Simmern [3] (1647-1679).
- Ludvik Oto Salmski, [4] princ Salm-Salma (1674-1738) se je leta 1700 poročil z Albertino Johano Frančiško Nassau-Hadamarsko (1679-1716). Bila je hči Mavricija Henrika, [5] princa Nassau-Hadamarskega (1626-1679) in Ane Lujze iz Manderscheid-Blankenheimske (1654-1692)
- Claude Lamoral II. Ligneški se je leta 1721 poročil z Elizabeto Aleksandro Salmsko (1704-1739), hčerko Ludvika Ota Salmskega in Albertine Nassau-Hadamarske.
- Karel Jozef Lamoraal van Ligne (1735-1814) je leta 1779 prodal grad Amstenrade Nicolasu Michelsznu Willemsu, sinu trgovca in bankirja Michela Willemsa (1695-1775; med drugim graditelj Hôtel d'Ansembourg v Liègu ) in Marije Margarethe de Hayme
- Nicolas Michelszn Willems (1722-1788) ga je zapustil svoji nečakinji Marie Victoire de Hayme de Bomal (1751-1806), hčerki njegove sestre Marie Anne Michaelszn Willems (1723-1779) in svojega bratranca Jeana Baptiste de Hayme de Bomal (1724). -1790)
- Claude Romain grof de Marchant et d'Ansembourg (1745-1789) lastnik po poroki leta 1779 z Marie Victoire de Hayme de Bomal (1751-1806)
- Jean Baptiste Ferdinand Joseph grof de Marchant et d'Ansembourg (1782-1854)
- Laurent Michiel François Guillaume Marie Oscar grof de Marchant et d'Ansembourg, gospodar Neuburga, Putha in Amstenradeja (1811-1883)
- Iwan grof de Marchant et d'Ansembourg, gospodar Neubourga, Hardenberga in Horsta (1850–1915)
- Max grof de Marchant et d'Ansembourg (1894-1975) se je leta 1930 poročil z Myriam von Fürstenberg (1908-2006; grajska gospa od 1975).
- Lambert grof de Marchant et d'Ansembourg (1932-2007)
- Leïla grofica de Marchant et d'Ansembourg (1976), poročena s Henrijem van Lidthom de Jeude (1973)

## Opis gradu
Sedanji grad je bil zgrajen v različici baročne arhitekture, ki se nagiba k neoklasicizmu, in je zato pomemben primer baročne arhitekture v knezo škofiji Liège. Grad je bil zgrajen z veliko domišljije in veličastnosti v obdobju 1781-1784 po načrtu lièškega arhitekta Barthélemyja Digneffeja  in ima tloris v obliki črke L, sestavljen iz dveh trinadstropnih kril s kletjo. Na zunanjem vogalu stoji starejši vogalni stolp iz okoli leta 1609. Stolp ima zvonasto streho, okronano s kupolo in pironom. Opečna fasada pobarvana v oker rumeno barvo ima pilastre iz laporja. Dostop do glavne stavbe na zadnji strani gradu je preko kasneje prizidane ploščadi s stopnicami. Ta glavna zgradba ima v streho spredaj in zadaj vgrajen pediment.

## Grajsko območje
Okoli gradu je 11 ha velik grajski park z najrazličnejšim drevjem. Urejen je bil okoli leta 1815 v angleškem krajinskem slogu po načrtih G. Duckersa in MF Weybeja. V prvi polovici 19. stoletja je tu nekaj časa kot vrtnar/upravnik parka delal Jean Gindra. Grad in okoliška zemljišča imajo uradno status podeželskega posestva, kar za lastnike prinaša določene davčne ugodnosti.

V bližini gradu stoji neoklasicistična oranžerija, zgrajena v letih 1814-1825 po načrtu C. Schäferja. Tu je tudi furmanska hiša iz let 1784-1788, razširjena leta 1836, in oskrbniška hiša De Streek iz leta 1856, neoklasicistična stavba z mansardno štirikapno streho.
- Pogled na vrt skozi grajska vrata
- Oranžerija in vzhodni rastlinjak
- Vrt z zahodnim rastlinjakom
- Čajnica

## Notranjost
Notranjost gradu so bogato okrasili umetniki iz Liègea, predvsem v slogu Ludvika XVI. in empirja priljubljenem ob koncu 18. stoletja. V salonu stolpne sobe so pastoralne stenske slike na platnu Pierra-Michela de Lovinfossa. V spalnici z nišo so na riževem papirju naslikani kitajski prizori, povzeti po gravurah francoskega slikarja Françoisa Boucherja. Različne sobe so bile v obdobju 1806–1814 okrašene v imperijskem slogu in imajo reliefe iz štukature, ki jih je verjetno izdelal François de Tombay. Grad ima okroglo jedilnico s trompe l'oeil kupolo in cesarskim kaminom iz leta 1808. Preddverje ima strop iz montažnih kartonskih ornamentov, nameščenih v dvajsetih letih prejšnjega stoletja.

Nekaj originalnega pohištva je še vedno v gradu. V družinskem arhivu so ohranjene tudi številne stare risbe in zemljevidi gradu in okolice.
- Stransko krilo dvorane
- Kitajska soba
- Dvorana s kupolo v stilu imperija
- Pohištvo iz 19. stoletja